# Січень 2019
Січень 2019 — перший місяць 2019 року, що розпочався у вівторок 1 січня та закінчився у четвер 31 січня.

## Події
- 1 січня
  - Розпочався новий 2019 рік. Святковий день в Україні.
  - В Україні планувалось зняття мораторію з продажу сільськогосподарських земель у зв'язку з неготовністю суспільства та національного законодавства до введення продажу землі[1]. Воно відтреміновано на рік.
  - В Україні відзначають 110-ту річницю з дня народження Степана Бандери[2][3].
  - Зонд НАСА New Horizons здійснив обліт астероїда 2014 MU69[4].
  - Оголошено про припинення емісії купюри номіналом 500 євро[5].
  - США та Ізраїль вийшли з ЮНЕСКО[6].
  - Одностатеві шлюби легалізовані в Австрії[7].
- 2 січня
  - На мосту Великий Бельт (Данія) сталася аварія експрес-поїзда[en], через що загинуло щонайменше 6 осіб[8].
- 3 січня
  - Китайський апарат Чан'е-4 здійснив посадку на зворотному боці Місяця[9].
- 5 січня
  - Хуан Гуайдо обирається президентом Національної асамблеї Венесуели[10].
  - Syrian Network for Human Rights[en] повідомляє, що було задокументовано приблизно 223 масових убивств, скоєних 2018 року під час конфлікту в Сирії[11].
  - Чоловіча збірна України з волейболу вперше за 14 років вийшла на чемпіонат Європи з волейболу[12].
- 6 січня
  - Часткове сонячне затемнення[en] (Східна Азія і Аляска)[13].
  - Патріарх Варфоломій вручив Томос про автокефалію Православної церкви України митрополитові Київському Епіфанію[14].
  - Король Малайзії Мухаммад V зрікся престолу[15].
  - Президентська криза у Венесуелі: Парламент Венесуели не визнає другий термін президента Мадуро[16].
  - У Лос-Анджелесі пройшла 76-та церемонія «Золотого глобуса», найкращою драмою стала картина "Богемна рапсодія", найкращою комедією — «Зелена книга»[17].
  - До Чорного моря увійшов десантний корабель ВМС США USS Fort McHenry (LSD-43) з 22-ї морської експедиційної групи 6-го флоту США[18]
- 7 січня
  - У Габоні відбулася невдала спроба державного перевороту[19].
  - Джейсон Далтон, що працював водієм в Uber, підозрюваний у шести вбивствах і двох спробах убивства скоєних в місті Каламазу[en] (штат Мічиган) у лютому 2016 року, визнає себе винним за всіма пунктами[20].
- 8 січня
  - Президент України Петро Порошенко присвоїв звання Герой України патріарху Філарету[21].
  - Один з основоположників Кіберпанку Вільям Гібсон названий 35-м «Гросмейстером фантастики»[22][23].
  - Два пасажирських поїзди стикнулися в Преторії[en], Південна Африка. Загинуло щонайменше 4 особи та поранено понад 620 осіб[24].
- 9 січня
  - За три дні після USS Fort McHenry (LSD-43) до Чорного моря уперше увійшов російський ракетний протичовновий есмінець «Сєвєроморськ» із Північного флоту РФ[25].
  - Ізраїльський прем'єр-міністр Гонен Сегев[en] визнав, що шпигував на користь Ірану, в обмін на 11-річний тюремний строк[26].
  - Журнал «Nature» опублікував про відкриття 13 космічних швидких радіоімпульсів, іменованих FRB 180814, що були зафіксовані радіотелескопом CHIME[en] в Британській Колумбії, Канада[27].
  - Помер останній у своєму виді гавайський тропічний равлик (Achatinella apexfulva) по кличці Джордж[28].
- 10 січня
  - Після декількох затримок, виборча комісія оголосила результати загальних виборів у ДР Конго[en]. Новим президентом став Фелікс Чісекеді, який набрав 38,57 % голосів[29].
  - Президентська криза у Венесуелі:
    - Відбулася Друга інавгурація Ніколаса Мадуро[en][30].
    - Німеччина заявила про свою підтримку Національній асамблеї Венесуели, яка взяла на себе виконавчу владу у Венесуелі. Хуан Гуайдо оголошує про надзвичайних стан в країні, оскільки Венесуела переходить до де-факто диктатури[31].
    - Кілька латиноамериканських країн закривають свої посольства у Венесуелі на знак протесту проти «незаконних» виборів Мадуро[32].
- 11 січня
  - Головою Київської Ставропігії — постійного представництва Константинопольського патріархату в Києві призначено архімандрита Михаїла (Аніщенка)[33][34].
  - Парламент Македонії ухвалив конституційні поправки про зміну назви держави на Північну Македонію[35].
  - Джеймс Клосс, 11-річна дівчинка, що зникла у жовтні 2018 року[en], втекла від вбивці, який утримував її силою 3 місяці. Підозрюваний, 21-річний Джейк Томас Паттерсон, був заарештований і звинувачений у двох вбивства та одному викраденні[36][37].
- 12 січня
  - Шатдаун у США став найдовшим в історії[38].
  - Британська газета «The Guardian» перейшла з поліетиленової до біорозчинної упаковки, виготовленої з картопляного крохмалю[39].
  - Витік газу в паризькій пекарні призвів до вибуху[en]. Загинуло 4 особи та було поранено близько 40 осіб[40].
  - У зв'язку з політичною кризою у Венесуелі блокується Вікіпедія[41].
- 14 січня
  - У лікарні помер мер Ґданська Павел Адамович, на якого напередодні було здійснено замах[42].
  - В Ірані сталася авіакатастрофа Boeing 707, загинуло 15 людей[43].
- 15 січня
  - У Найробі бойовики атакували готельно-офісний комплекс «Dusit»[en]. Понад 20 осіб загинуло та ще 30 поранено[44].
  - Компанія «Mars One Ventures», що хотіла відправити колоністі на Марс, збанкрутувала[45].
- 16 січня
  - День пам'яті «кіборгів»: в Україні вшановують захисників Донецького аеропорту[46].
  - У місті Манбідж (Сирія) сталася терористична атака[en] під час якої загинуло четверо американських військових[47].
  - У США затримали грузина[en], який планував за допомогою вибухівки і «протитанкової ракети» захопити Білий дім[48].
  - Близько 42 000 працівників берегової охорони, які працюють над важливими операціями, у вівторок пропустили заплановану зарплату. Це перший випадок, коли військовослужбовці збройних сил США не отримали виплати під час шатдауну[49].
- 17 січня
  - Конституційний суд Польщі визнав неконституційними положення закону про Інститут національної пам'яті, що стосуються «злочинів українських націоналістів»[50].
  - У результаті нападу на поліцейську академію в Боготі[en] 21 людина загинула, ще 68 отримали ушкодження[51].
- 18 січня
  - У результаті вибуху трубопроводу в Мексиці[en] загинуло понад 90 людей[52].
- 19 січня
  - Помер один з лідерів ОУН(б), в'язень табору Аушвіц Омелян Коваль[53].
- 21 січня
  - Повне місячне затемнення на території Північної та Південної Америки, Африки, Європи і північної частини Азії[54].
  - Українсько-ізраїльські відносини: Україна та Ізраїль підписали Угоду про зону вільної торгівлі[55].
  - Під час пожежі на судах «Maestro» і «Candy» під прапором Танзанії, що перевозили зріджений газ із порту Темрюк, у районі Керченської протоки загинуло щонайменше 14 людей[56].
  - Над Ла-Маншем зник літак Piper PA-46 Malibu з аргентинським футболістом Еміліано Сала на борту[57].
- 22 січня
  - В Україні відзначають 100-річчя з Дня Соборності[58].
  - У 2018 році Україна стала першою європейською країною, де компанія «Xiaomi» зайняла перше місце за продажами телефонів, обігнавши «Samsung», який був на першому місці 11 років[59].
- 23 січня
  - Православну церкву України внесено до диптиху помісних церков на сайті Вселенського патріархату[60][61].
  - Президентська криза у Венесуелі: Хуан Гуайдо проголосив себе тимчасовим президентом країни[62].
- 24 січня
  - Оболонський районний суд Києва визнав екс-президента Віктора Януковича винним у вчиненні державної зради та засудив заочно до 13 років позбавлення волі[63].
  - Почалися надзвичайні холоди[en] в Північній Америці[64].
- 25 січня
  - Унаслідок аварії на греблі в Брумадінью у Бразилії загинуло 40 осіб і щонайменше 200 вважаються зниклими безвісти[65].
  - Під час повеней на Південному Сулавесі[en], на Філіппінах, загинуло понад 60 осіб та ще близько тисячі споруд пошкоджено[66].
  - Парламент Греції погодив щодо зміни назви Македонії на Північна Македонія, закінчивши 27-літню суперечку[67].
- 26 січня
  - 21-річний молодий чоловік розстріляв 5 осіб[en] у штаті Луїзіана, США[68].
  - Президентська криза у Венесуелі: Рейтер повідомляє, що російські приватні військові найманці з «Вагнер» прилетіли до Венесуели для допомоги в захисті президента Ніколаса Мадуро, і що Росія підтримує спірний уряд Мадуро[69].
- 27 січня
  - Унаслідок терористичного акту в римо-католицькому кафедральному соборі Кармельської Богоматері[en] у філіппінському місті Голо вибухнуло дві бомби. Загинуло щонайменше 18 людей, і понад 80 людей поранено[70].
  - На Відкритому чемпіонаті Австралії з тенісу переможцем серед чоловіків став Новак Джокович, серед жінок — Наомі Осака[71].
  - Збірна Данії вперше виграла Чемпіонат світу з гандболу серед чоловіків[72].
  - На Чемпіонат Європи з фігурного катання серед чоловіків здобув перемогу іспанець Хав'єр Фернандес, серед жінок — росіянка Софія Самодурова.
- 28 січня
  - На турнірі H&N Cup у Мюнхені українські спортсмени Олена Костевич та Олег Омельчук встановили світовий рекорд з кульової стрільби з пневматичного пістолета на дистанції 10 метрів у міксті[73].
  - У Нігерії бойовики «Боко харам» напали на місто Ранн на північному сході країни і вбили щонайменше 60 осіб[74].
  - На Кубі унаслідок потужного торнадо[en] постраждало щонайменше 170 осіб[75].
  - Міністерство фінансів США запровадили санкції проти венесуельської державної нафтової компанії «PDVSA»[76].
- 29 січня
  - В Україні відзначають День пам'яті Героїв Крут[77][78].
  - За індексом сприйняття корупції за 2018 рік, найбільш корумпованою країною стала Сомалі, за нею слідують Південний Судан і Сирія. А найменше корумпованою знов стає Данія. Україна піднялась на 120 місце[79].
- 31 січня
  - Зураба Аласанія таємним голосуванням Наглядової було достроково відсторонено з посади голови Національної суспільної телерадіокомпанії України[80].